# رائول آرایسا
رائول آرایسا (اسپانیایی: Raúl Araiza‎؛ زادهٔ ۱۴ نوامبر ۱۹۶۴) بازیگر و مجری تلویزیون اهل مکزیک است.
از فیلم‌ها یا مجموعه‌های تلویزیونی که وی در آن‌ها نقش داشته‌است، می‌توان به پگاه نو اشاره نمود.